# Matt Campbell (pilote automobile)
Pour les articles homonymes, voir Matt Campbell (homonymie) et Campbell.
Matt Campbell, né le 17 février 1995 à Warwick en Australie, est un pilote de course automobile international australien.

## Palmarès

### Résultats aux24 Heures du Mans
| Année | Écurie                | Copilotes                      | Voiture         | Classe   | Tours | Pos. | Class Pos. |
| ----- | --------------------- | ------------------------------ | --------------- | -------- | ----- | ---- | ---------- |
| 2018  | Dempsey-Proton Racing | Christian Ried Julien Andlauer | Porsche 911 RSR | LMGTE Am | 335   | 25e  | 1re        |
| 2019  | Dempsey-Proton Racing | Christian Ried Julien Andlauer | Porsche 911 RSR | LMGTE Am | 332   | 34e  | 4e         |
| 2020  | Dempsey-Proton Racing | Christian Ried Riccardo Pera   | Porsche 911 RSR | LMGTE Am | 339   | 25e  | 2e         |

### Résultats aux24 Heures de Daytona
| Année | Écurie                    | Copilotes                                    | Voiture           | Classe  | Tours | Pos. | Class Pos. |
| ----- | ------------------------- | -------------------------------------------- | ----------------- | ------- | ----- | ---- | ---------- |
| 2019  | Park Place Motorsports    | Patrick Long Patrick Lindsey Nick Boulle     | Porsche 911 GT3 R | GTD     | 560   | 24e  | 8e         |
| 2020  | Porsche GT Team           | Frédéric Makowiecki Nick Tandy               | Porsche 911 RSR   | GTLM    | 786   | 15e  | 3e         |
| 2021  | Pfaff Motorsports         | Lars Kern Zacharie Robichon Laurens Vanthoor | Porsche 911 GT3 R | GTD     | 702   | 36e  | 12e        |
| 2022  | Pfaff Motorsports         | Mathieu Jaminet Felipe Nasr                  | Porsche 911 GT3 R | GTD Pro | 771   | 19e  | 1re        |
| 2023  | Porsche Penske Motorsport | Michael Christensen Felipe Nasr              | Porsche 963       | GTP     | 749   | 14e  | 7e         |
| 2024  | Porsche Penske Motorsport | Felipe Nasr Josef Newgarden                  | Porsche 963       | GTP     | 791   | 1re  | 1re        |

### Résultats enChampionnat du monde d'endurance
| Année     | Écurie                | Châssis         | Moteur                    | Classe   | 1     | 2     | 3      | 4        | 5     | 6     | 7     | 8       | Total points | Classement |
| --------- | --------------------- | --------------- | ------------------------- | -------- | ----- | ----- | ------ | -------- | ----- | ----- | ----- | ------- | ------------ | ---------- |
| 2018-2019 | Dempsey-Proton Racing | Porsche 911 RSR | Porsche 4,0 L Flat-6 Atmo | LMGTE Am | SPA 4 | LMS 1 | SIL 1  | FUJ Dsq. | SHA 1 | SEB 1 | SPA 1 | LMS 2   | 110          | 2e         |
| 2019-2020 | Dempsey-Proton Racing | Porsche 911 RSR | Porsche 4,0 L Flat-6 Atmo | LMGTE Am | SIL 5 | FUJ 5 | SHA 11 | BAH 6    | CAM 5 | SPA 2 | LMS 2 | BAH Np. | 98.5         | 8e         |

### Résultats enWeatherTech SportsCar Championship
| Année | Écurie                 | Châssis            | Moteur                    | Classe | 1     | 2   | 3   | 4   | 5   | 6   | 7     | 8     | 9     | 10  | 11  | Total points | Classement |
| ----- | ---------------------- | ------------------ | ------------------------- | ------ | ----- | --- | --- | --- | --- | --- | ----- | ----- | ----- | --- | --- | ------------ | ---------- |
| 2019  | Park Place Motorsports | Porsche 911 GT3 R  | Porsche 4,0 L Flat-6 Atmo | GTD    | DAY 7 | SEB | LBH | MOH | WGL | MOS |       |       |       |     |     | 85           | 30e        |
| 2019  | Wright Motorsports     | Porsche 911 GT3 R  | Porsche 4,0 L Flat-6 Atmo | GTD    |       |     |     |     |     |     | LIM 5 |       |       |     |     | 85           | 30e        |
| 2019  | Pfaff Motorsports      | Porsche 911 GT3 R  | Porsche 4,0 L Flat-6 Atmo | GTD    |       |     |     |     |     |     |       | ELK 1 | VIR   | LGA | ATL | 85           | 30e        |
| 2020  | Porsche GT Team        | Porsche 911 RSR-19 | Porsche 4,2 L Flat-6 Atmo | GTLM   | DAY 3 | DAY | SEB | ELK | VIR | ATL | MOH   | CLT   | ATL 1 | LGA | SEB | 65           | 11e        |